# Gabriel Strobl
Gabriel Strobl, född den 3 november 1846 i Unzmarkt, död den 15 mars 1925 i Admont, var en österrikisk romersk-katolsk präst och entomolog som var specialiserad på tvåvingar.
1866 blev Strobl prästmunk vid klostret Admont, som året innan nästan totalförstörts vid en eldsvåda. Han anförtroddes av abboten att återuppbygga det naturhistoriska museet, vilket han gjorde under 44 års tid fram till sin stroke 1910. Under de tolv första åren ägnade han sig huvudsakligen med botanik, för att helt övergå till entomologi de följande 32 åren. Även om hans flesta publikationer behandlar tvåvingar arbetade han även med steklar och skalbaggar på Balkanhalvön, som delvis styrdes av Österrike-Ungern fram till 1918.
Auktorsnamnet Strobl kan användas för Gabriel Strobl i samband med ett vetenskapligt namn inom botaniken; se Wikipediaartiklar som länkar till auktorsnamnet.